# 香島道官立小學
香島道官立小學（英語：Island Road Government Primary School），簡寫為 IRGPS，一所已停辦的全日制官立小學，位於香港仔崇文街，於1953年創校、至2024年停辦。該校自1997年9月1日正式由上下午校轉為全日制。
2021年5月5日，校方宣布因南區適齡學童的人口下降，學校於2024/25學年起停辦，結束其71年歷史。

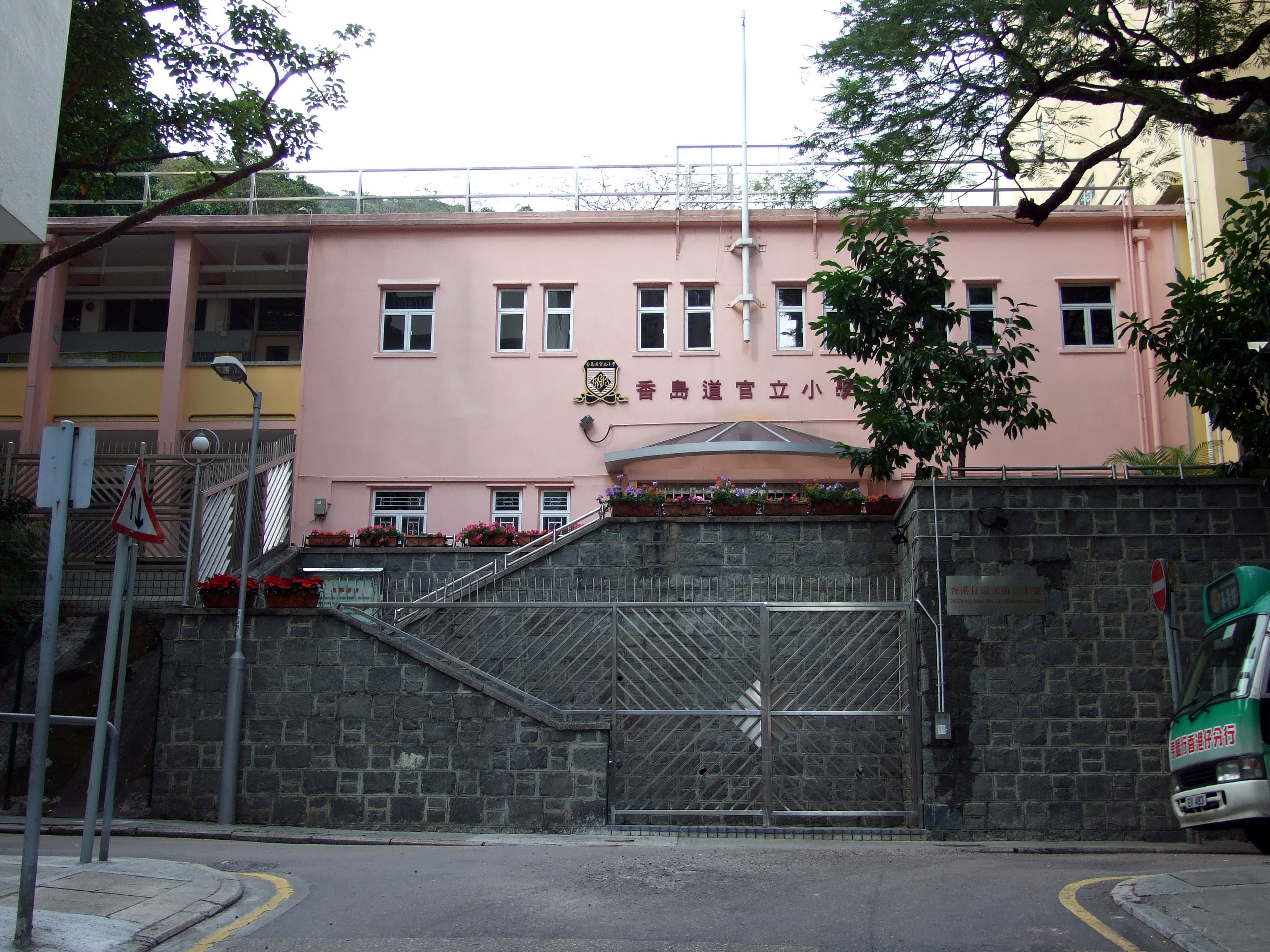
香島道官立小學校舍外觀

## 校政管理
歷任校監
- 林樊潔芳 女士[2]
- 李惠萍 女士

歷任校長

### 上午校
- ？-1963年：陳天成 先生[3]
- 1963年-？：梁劉慧貞 女士[4]
- 鄭植田 先生[5]
- 何梁美玲 女士[6]
- 傅偉康 先生[7]

### 下午校
- 夏胡光榮 女士[3]
- 鄧漢屏 先生[6]
- 陳惠玲 女士[7]

### 全日
- 譚國榮 先生[8]
- 黃齊樂 先生
- 黃鄧敏宜 女士[9]
- 潘玉枝 女士（2021年逝世）
- 陸麗鳳 女士[2]
- 2019年-2024年：俞景慈 先生（末任校長，後調至北角官立小學（雲景道））

## 學校背景
香島道官立小學於1953年創校，是一所全日制的官立小學，由教育局直接管轄。於2009/10年度已全面推行小班教學。

## 辦學宗旨
致力為學生提供一個良好的學習環境，使他們能愉快而有效地學習，並因應個別學生的潛能，使他們在德、智、體、群、美五育均有全面的發展，成為積極主動，對社會和國家有貢獻的良好公民。

### 班級結構
小一至小六合共有7班，全生約有150人。另設兩班加強輔導教學小組，及在一至四年級設立小班，以協助有需要的學生。

### 校訓
「好學合群，立己達人」
好學：勤奮進取，自學不倦。
合群：積極參與，友愛樂群。
立己：自勵自勉，克盡己任。
達人：推己及人，服務社群。

### 教學目標
- 讓學生在德、智、體、群、美各方面有全面的發展。
- 培養學生認識自己，建立自信，敢於面對挑戰。
- 提升學生掌握語文運用的技巧。
- 培養學生的閱讀興趣和習慣，使他們具終身學習的能力。
- 協助學生建立正面的價值觀和態度。

## 聯繫中學
- 英皇書院
- 庇理羅士女子中學
- 金文泰中學
- 鄧肇堅維多利亞官立中學

## 學校設備
該校樓高兩層，設有標準課室12間，另設電腦室、美勞室、學生活動室、音樂室、圖書館、STEM室、禮堂、籃球場及兩個操場
- 每間課室均安裝冷氣和隔音設備。
- 視聽設備包括：如高影機、幻燈機、

高解像投影機、視像投射機、
基本音響器材及影印機等。
- 各課室均設有廣播系統、中央播影系統及投射螢幕。

## 學藝班
為了讓學生有多元化的發展，該校設有不同類型的學藝班，包括:芭蕾舞、中國舞、流行舞蹈、創意藝術班、口琴班、奧數班、田徑隊、男子籃球和女子籃球等等。

## 校名由來
香島道官立小學所處位置與現時的香島道有數公里之遙。對於學校為何以香島道命名，坊間有兩個不同的說法。
其中一種說法指，在香島道官立小學建校的1950年代，香島道是經黃竹坑直達香港仔的。現時學校對出不遠的香港仔大道，即為昔日香島道的一段，因此該校以香島道命名。
另有說法指，香島道官立小學建校時本來並不是位於鄰近香港仔大道的崇文街，而是位於香港仔工業學校對面一段香島道（今日的黃竹坑道），即今日香港仔警署的位置。所以香島道官立小學的「香島道」，其實是指黃竹坑道而不是香港仔大道

其實在那時，在香港仔香島道（現時之香港仔大道）末段及黃竹坑道處已有一間單層建築物為官立小學，叫香港仔官立小學，一般街坊叫它舊官立小學，正確位置不是現時的香港仔警署（警署位置本是香港仔工業學校的菜園），而是現在逸港居運動場位 置附近。它之所以叫舊官立，是以識別當時新建的香島道官立小學。在建校初時，香港仔大道叫香港仔香島道，崇文街當時是一窄巷，有數間木屋依山而建。故香島道官立小學是指當時的香港仔段的香島道，不是黃竹坑道。題外話，當時南區衹有一條大路，統稱香島道，而以分段名之，如薄扶林香島道，香港仔香島道，深水湾香島道等。

## 申請入學
| 申請入學年份 | 小一派位學額 | 自行分配學額 | 已取錄和預留學額 | 暫定統一派位學額 |
| ------------ | ------------ | ------------ | ---------------- | ---------------- |
| 2013         | 50           | 25           | 7                | 43               |
| 2014         | 50           | 25           | 14               | 36               |
| 2015         | 50           | 25           | 10               | 40               |
| 2016         | 50           | 25           | 11               | 39               |
| 2017         | 50           | 25           | 12               | 32+6             |

## 著名/傑出校友
- 孫明揚：已故前教育局局長[10]
- 陳捷貴：前中西區區議會大學選區議員[11]（1962年小六）
- 康寶森︰前佛教大光中學校長（1956年小六）[12]
- 南燕：香港電影製作人（1965年小六）
- 蘇樹輝：中華人民共和國政治人物、澳門特區經濟委員會委員、澳門博彩股份有限公司董事及第十一屆全國政協委員

## 記事
- 2024年3月23日(六)在本校禮堂舉行大型最後一次校友及周年大會午敍重聚日

## 外部連結
- 香島道官立小學網站 （页面存档备份，存于）
- 香島道官立小學小一收生詳述 （页面存档备份，存于）